# Змієїд блакитноногий
Змієїд блакитноногий, змієїд (Circaetus gallicus) — хижий птах родини яструбових. Один з 4 видів роду; єдиний вид роду в фауні України.

## Поширення
Ареал виду охоплює Південну Євразію та Північну Африку. Зимує у південній частині ареалу.
В Україні гніздиться переважно на Поліссі та в лісостеповій зоні; зустрічається в Українських Карпатах і Кримських горах (гніздиться до верхньої межі лісового поясу).

## Місця перебування
Старі високостовбурні ліси (поблизу галявин, вирубок та боліт).

## Чисельність та причини її зміни
Європейську гніздову популяцію оцінено у 8,4–13 тис. пар. В Україні у більшості областей рідкісний (подекуди дуже рідкісний) вид. Чисельність української популяції стала поступово зменшуватися ще у середині ХХ ст. Станом на 2000 р. вона оцінена в 30–40 пар, але вже в 2004 р. — в 250—300 пар. Це пов'язано з проведенням детальніших наукових досліджень. Найбільше гнізд (4 на 100 км²) зареєстровано у долині річки Льви (басейн Прип'яті, Рівненська область) та у лісах Мошногірського кряжа (Черкаська область). На чисельність виду негативно впливає знищення старих ділянок лісу, де птахи гніздяться; знищення біотопів полювання, відстріл птахів для виготовлення опудал.

## Особливості біології
Перелітний птах. З'являється в кінці березня — на початку квітня. Моногам, якому властивий стійкий гніздовий консерватизм. Гнізда будує (зрідка займає чужі) на деревах на висоті 10 — 23 м. Кладка з одного яйця у 2-й половині квітня — на початку травня. Насиджують самка і самець 35 — 37 днів. Пташенята з'являються в червні, залишають гніздо в кінці липня — 1-й половині серпня. Відлітає на зимівлю у вересні — на початку жовтня.
Стенофаг, живиться переважно плазунами та земноводними.

## Заходи охорони
Охороняється Конвенцією з міжнародної торгівлі вимираючими видами дикої фауни і флори (CITES) (Додаток ІІ), Боннською (Додаток ІІ) та Бернською (Додаток ІІ) конвенціями. Внесений до Червоної книги України (1994, 2009) (статус − рідкісний). В Україні охороняється у Поліському, Рівненському, Кримському природних заповідниках, Карпатському біосферному заповіднику, Деснянсько-Старогутському національному природному парку. Необхідно взяти під охорону місця гніздування виду, зокрема, створити в Черкаському районі Черкаської області національний природний парк Черкаський бір та заказники по берегах річки Льви, де чисельність змієїда порівняно висока. Необхідно розробити методику розведення у неволі.

## Галерея

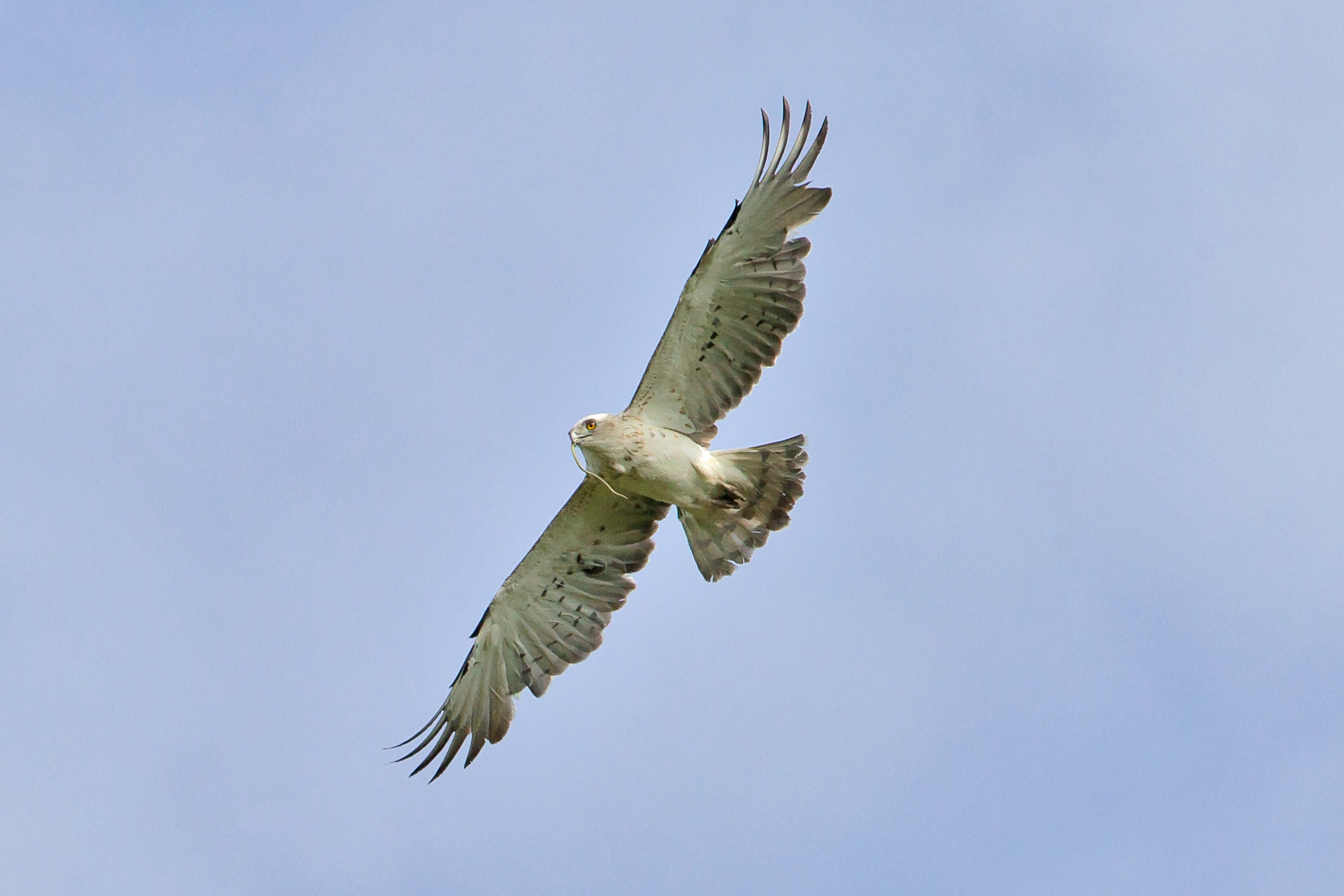
Політ зі змією
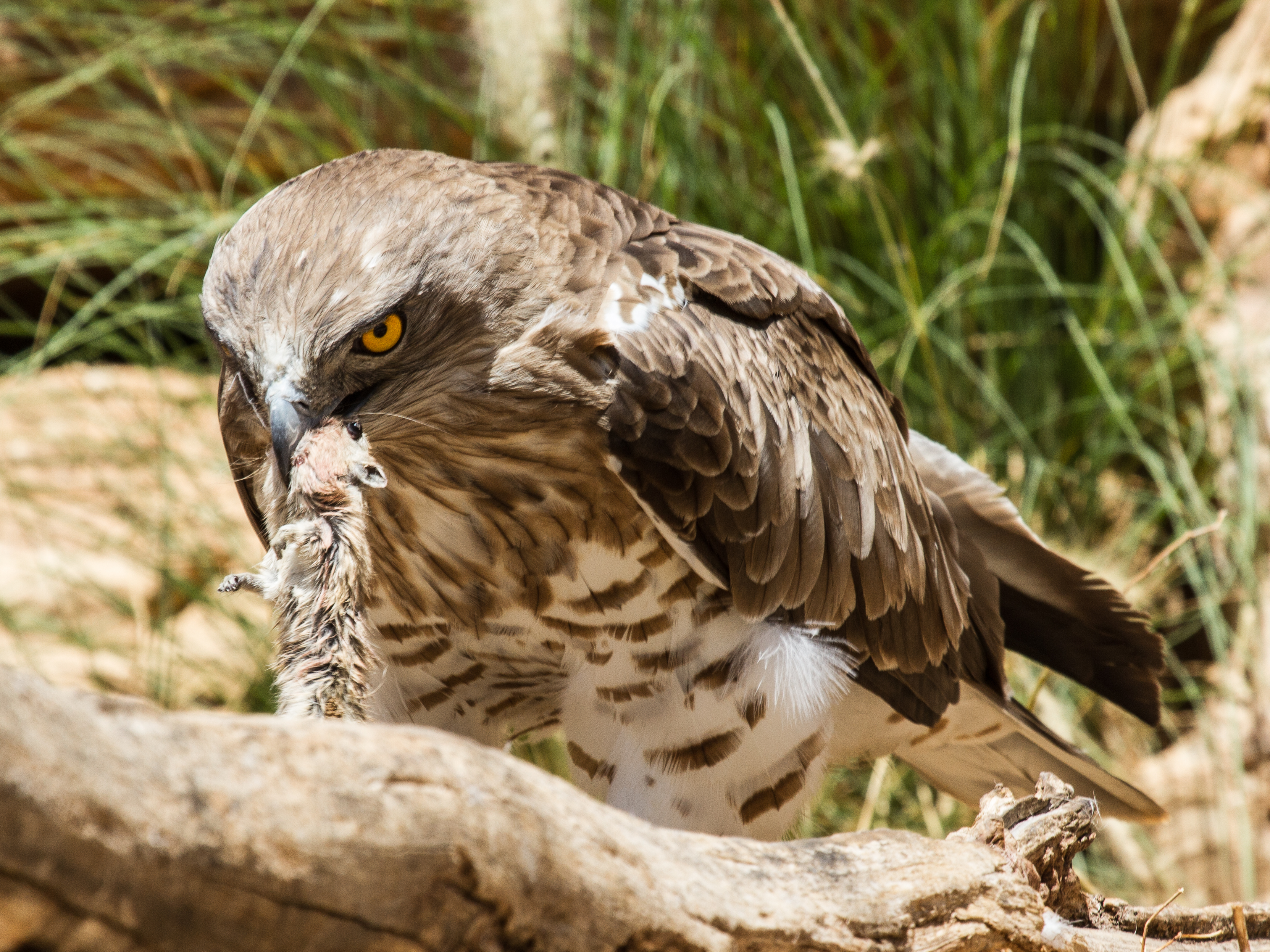
Із пацюком
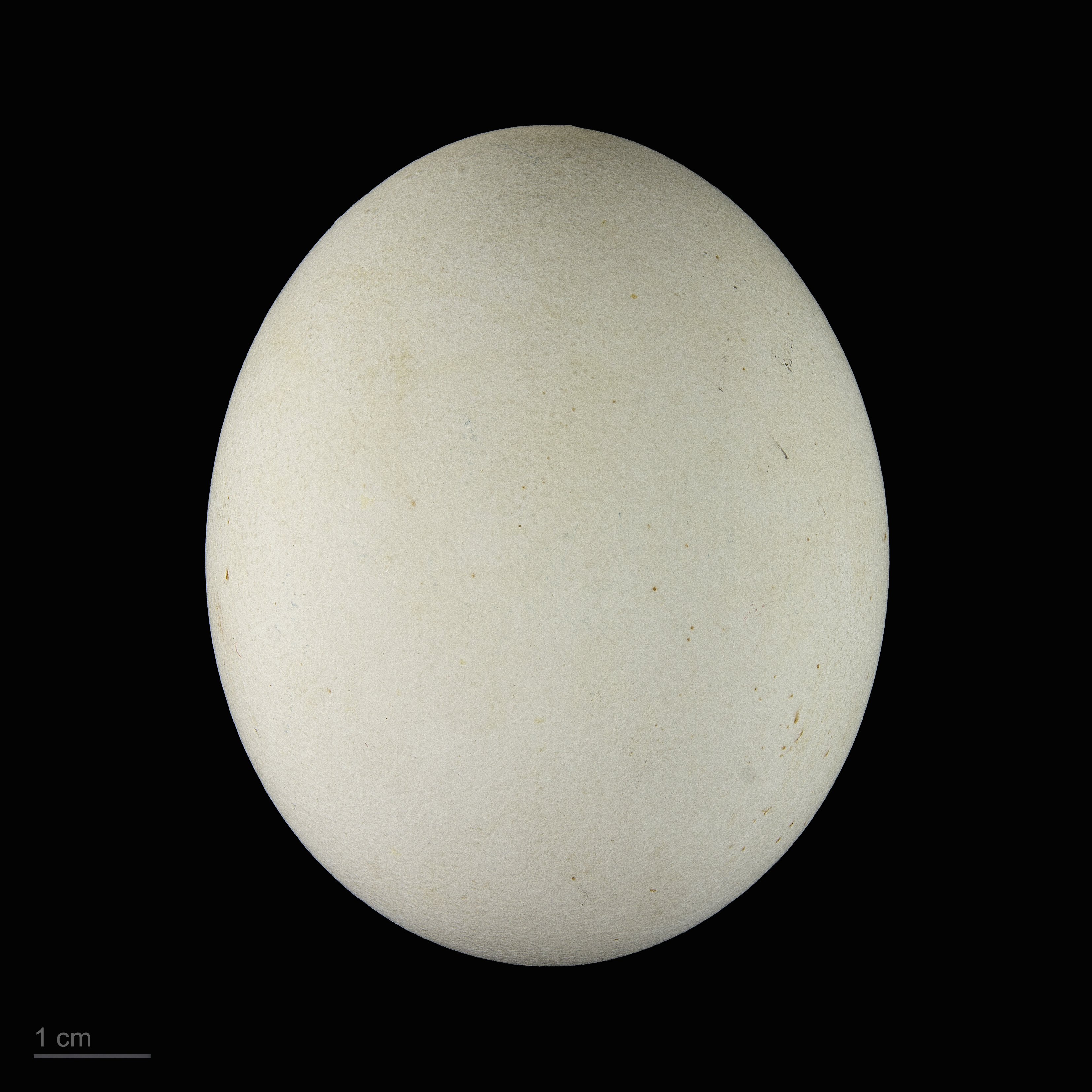
Яйце змієїда в оологічній колекції, Тулузький музей